# Heinrich Henkel (Politiker)

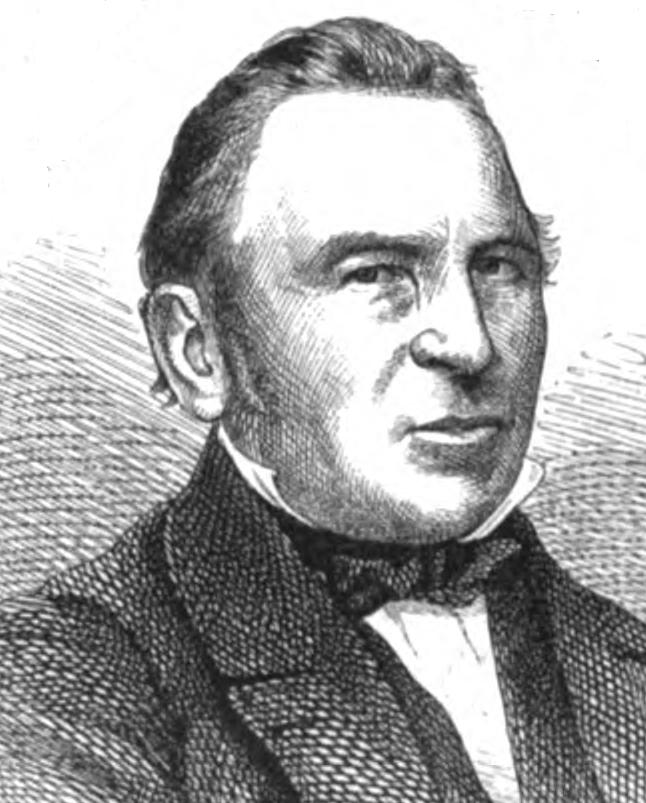
Heinrich Henkel, 1863

Heinrich Ludwig Michael Henkel (* 9. Januar 1802 in Schmalkalden; † 26. Juni 1873 in Kassel) war ein deutscher liberaler Politiker. Er war unter anderem Mitglied der kurhessischen Ständeversammlung und der Frankfurter Nationalversammlung.

## Leben und Beruf
Henkel war der Sohn des Bergrates und Oberschultheißen Johann Ludwig Henkel. Er studierte zwischen 1817 und 1822 Rechtswissenschaften in Marburg. Dort tat er sich als Wortführer der Burschenschafter hervor; er wurde 1819 Mitglied der Alten Marburger Burschenschaft Germania. Seit 1823 praktizierte er als Anwalt in Kirchhain und zwei Jahre später wurde er Obergerichtsanwalt in Marburg. Zwischen 1830 und 1834 war er Privatdozent in Marburg. Danach war er bis 1854 Obergerichtsanwalt in Kassel. Anschließend praktizierte er erneut in Marburg, ehe er vor 1860 nach Kassel zog.

## Politik

### Vormärz
Im Jahr 1830 trat Henkel mit einer Petitionsschrift „Die Stadt Marburg an den Landtag in Kassel“ an die kurhessische konstituierende Ständeversammlung an die Öffentlichkeit, in der er radikale Verfassungsforderungen stellte. Der kurhessischen Ständeversammlung gehörte er 1833, 1845 bis 1850 und erneut von 1862 bis 1866 als Abgeordneter für die oberhessischen Städte an.
Henkel war ein Liberaler, der wegen seiner klugen Reden geschätzt, aber wegen seiner oftmals unorthodoxen Ansichten auch angefeindet und als „enfant terrible“ angesehen wurde. Er war auch Anhänger der Lichtfreundebewegung. Im Jahr 1839 leitete er als Vorsitzender eine Versammlung wider die „Feinde des Lichts“. Seine politischen Positionen stimmten dabei nicht immer mit der liberalen Mehrheitsmeinung überein. So sprach er sich 1833 gegen die hauptsächlich von den Liberalen betriebene Ministeranklage gegen den konservativen Minister Ludwig Hassenpflug aus. Auch plädierte er 1847 für ein Denkmal zu Ehren von Kurfürst Wilhelm II. Allerdings stand er in grundsätzlicher Opposition zur restaurativen Regierungspolitik. Im Jahr 1846 wurde Henkel wegen eines angeblich frechen Tadels der Staatsregierung angeklagt und sein Parlamentsmandat wurde suspendiert. Im Jahr 1847 wurde er von diesem Vorwurf freigesprochen.

### Revolution 1848/49
Im März 1848 verfasste Henkel die Beschwerde Kasseler Bürger an den Kurfürsten Friedrich Wilhelm. Er war Mitglied des Vorparlaments. Er gehörte der Frankfurter Nationalversammlung zunächst vom 8. Mai 1848 bis 1. Juli 1848 als Vertreter des Wahlkreises Kurhessen 4 (Fritzlar) an. Sein Nachfolger wurde Sylvester Jordan. Ein zweites Mal gehörte er dem Parlament vom 7. März 1849 bis zum 30. Mai 1849, diesmal als Nachfolger von Ludwig von Baumbach als Abgeordneter für die Stadt Kassel an. In beiden Phasen war er Mitglied der Fraktion Württemberger Hof. Er gehörte dem Ausschuss für die Priorität der Petitionen und Anträge an. Henkel wählte Friedrich Wilhelm IV. zum Kaiser der Deutschen mit. Im Jahr 1848 war er auch Herausgeber der „Kurhessischen Volkszeitung“. Er war 1849 zudem Mitglied der Gothaer Versammlung und danach des Volkshauses des Erfurter Unionsparlaments.

### Verfassungskonflikt und Folgezeit
Während des kurhessischen Verfassungskonflikts von 1850 war Henkel Mitglied im bleibenden ständischen Ausschuss. Er verfasste in dieser Zeit unter anderem einen offenen Brief an den Oberbefehlshaber Haynau. Es kam zu seiner Verhaftung und zu einem Strafverfahren vor dem Kriegsgericht in Kassel wegen angeblicher Aufreizung zum Ungehorsam und zur Unzufriedenheit gegen die Staatsregierung. Henkel wurde 1852 zu einer Festungshaft von 22 Monaten verurteilt. Diese saß er bis 1853 in der Festung Spangenberg ab.

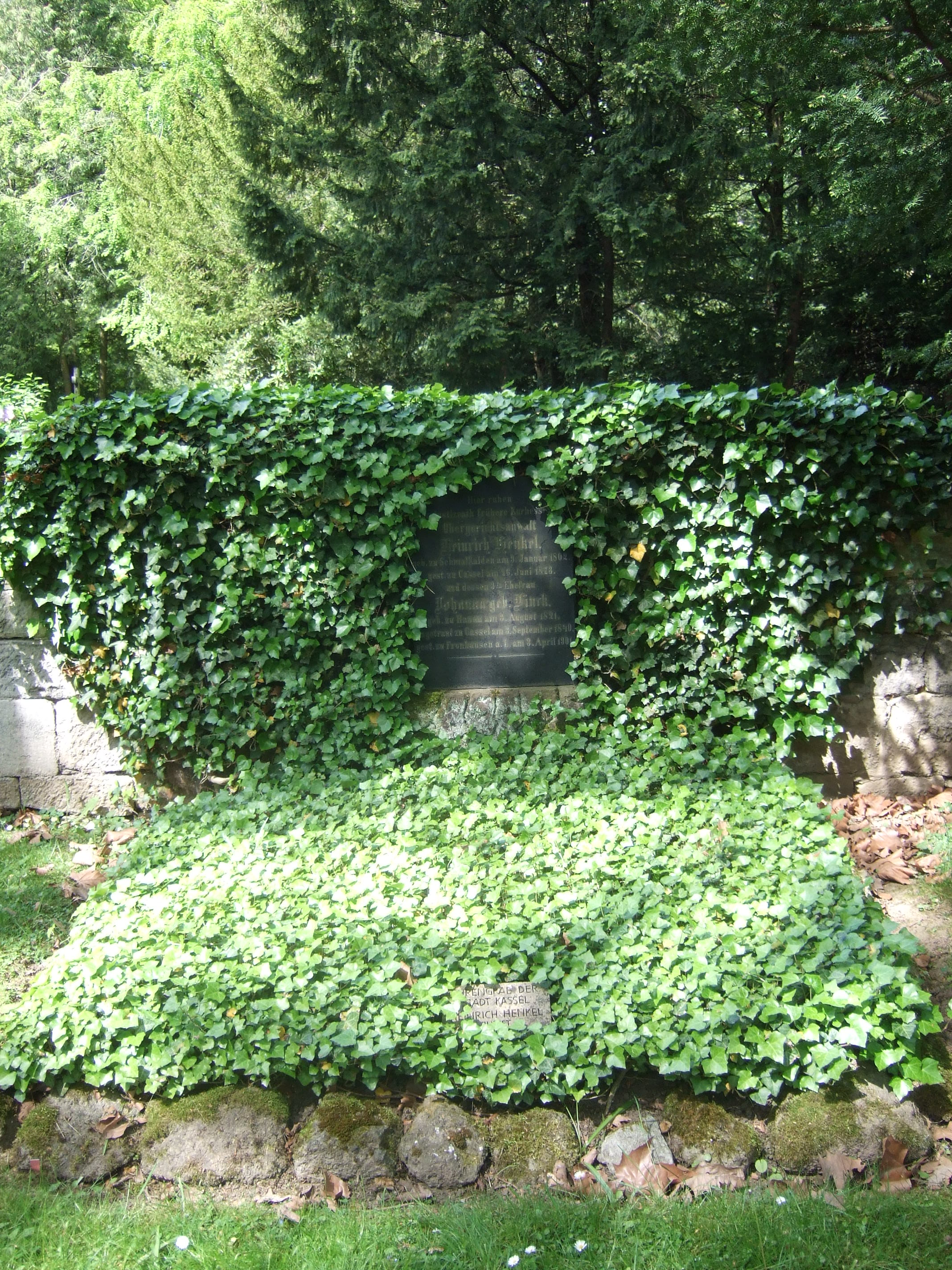
Grab von Heinrich Henkel auf dem Hauptfriedhof in Kassel

Henkel wurde 1860 in den Stadtrat von Kassel gewählt. Die Anerkennung wurde allerdings von der Staatsregierung verweigert. Im Jahr 1861 war er Mitverfasser einer Adresse an die Deutsche Bundesversammlung mit der Forderung nach Wiederherstellung der nach 1850 verringerten kurhessischen Landesrechte. Wegen seiner fürstenkritischen Meinungsäußerungen im Rahmen seines Anwaltsberufs wurde 1864 ein Strafverfahren gegen ihn eingeleitet. Eine erneute Festungshaft brauchte er wegen des Endes Kurhessens nicht mehr antreten. In den 1860er Jahren sprach er sich verstärkt für eine deutsche Einigung unter preußischer Führung aus und befürwortete daher auch die preußische Annexion des Kurfürstentums.
Henkel war Verfasser zahlreicher juristischer, politischer und religionspolitischer Schriften und Flugschriften. In letzteren attackierte er scharf die kurhessische Erweckungsbewegung und die konfessionellen Lutheraner.
Im Jahr 1873 kurz vor seinem Tod wurde er zum Ehrenbürger von Kassel ernannt. Er war auch Ehrenbürger von Marburg.